# Bryan Magee
Bryan Magee, född 12 april 1930 i Hoxton i Hackney i London, död 26 juli 2019 i Oxford, var en brittisk författare, filosof, musikkritiker och politiker.
Magee är känd för sina populärvetenskapliga böcker om bland andra Karl Popper, Arthur Schopenhauer och Richard Wagner samt för den intellektuella självbiografin En filosofs bekännelser. Som filosof var han influerad av Kants idealism, och förkastade såväl common sense-realism som den analytisk-filosofiska uppfattningen att filosofins huvuduppgift var begreppsanalys. Istället menade han att filosofin borde ägna sig åt sina mer "klassiska" uppgifter, det vill säga att försöka förstå världen och vad det innebär att vi existerar i den.

## Verk (svenska översättningar)
- Karl Popper (översättning Alf Ahlberg, Natur och kultur, 1974)
- En filosofs bekännelser (Confessions of a Philosopher) (översättning Hans Berggren, Wahlström & Widstrand, 1998)
- Bonniers stora bok om filosofi (The Story of Philosophy) (översättning Tryggve Emond, Bonnier, 1999)